# Viviana Kuri
Viviana Kuri (Ciudad de México, 1970) es historiadora y curadora mexicana feminista. Ha curado más de 16 exhibiciones en los últimos 9 años. Fue la subdirectora de la dirección de patrimonio mundial del INAH y  coordinadora general del Patronato de Arte Contemporáneo (PAC) en la Ciudad de México y en Guadalajara dirigió el Programa Educativo de la Oficina de Proyectos de Arte (OPA). Desde febrero de 2013 es directora y curadora en jefe del MAZ MUSEO - Museo de Arte de Zapopan.

## Trayectoria
Kuri realizó estudios de Historia en la Universidad Iberoamericana, así como una maestría en Historia en la University of Chicago. Ha elaborado la curaduría de diversas exposiciones individuales y colectivas, así como proyectos con fines sociales y ecológico-ambientales.
En 2014 co-curó Atopía: Migración, legado y ausencia de lugar junto con Daniela Zyman, con obras de la colección Thyssen-Bornemisza Art Contemporary. Ese mismo año realizó la curaduría de la exhibición Testigo del siglo, una colectiva sobre ecología ambiental, económica y social. En años recientes ha curado las muestras La última de las tribus de Zazil Barba, Pedro Cabrita Reis, José Dávila y María Taniguchi, Oficio y materia, entre otras.
En 2024, Kuri fue entrevistada por las revistas Players of Life y Chic Magazine, donde expuso su visión curatorial y destacó las iniciativas del MAZ orientadas a la inclusión, la paridad de género y la gratuidad del acceso. En junio de 2025, como directora de Museos de Zapopan, presentó la programación de las exposiciones Las piedras saben dormir de José Dávila y El tiempo se siente menos si nos quedamos quietos de Melanie Smith, reforzando la vocación cultural del municipio.
Fue profesora de Licenciatura en Gestión Cultural. Arte y simbolismo de la prehistoria al barroco y Orígenes del arte contemporáneo del 2010 al 2014. Impartió cursos de arte moderno y contemporáneo en Universidad ESARQ, Guadalajara. También fue profesora de Maestría en Arquitectura en la Universidad Autónoma de Morelos de 2004 a 2005.
Ha sido consultora para el Ministerio de Educación, Cultura y Deporte del Gobierno de España en 2013, residente profesional de la UNESCO en París en 2002 y coordinadora del proyecto 23/zonas: Intervenciones de arte contemporáneo en sitios de patrimonio mundial histórico y arqueológico, con la participación de artistas como Abraham Cruzvillegas, Luciano Matus, Claudia Fernández, Gonzalo Lebrija, Thomas Glassford y otros.

## Distinciones
- Beneficiaria del programa Jóvenes Creadores del Fondo Nacional para la Cultura y las Artes (2000-2001).[6]
- Beneficiaria de la University of Chicago.[6]
- Miembro del Consejo Internacional de Monumentos y Sitios (ICOMOS).[6]
- Beneficiaria en el programa de conservación del sitio de patrimonio mundial de Cartagena de Indias, Colombia.[6]
- Bajo su dirección, el Museo de Arte de Zapopan fue el primero en Jalisco en sumarse a la Red de Arte Contemporáneo (RAC), iniciativa de colaboración entre espacios culturales en México.[7]

## Proyectos curatoriales destacados
- Cerámica Suro: una historia de colaboración, producción y coleccionismo en el arte contemporáneo. Fundación Casa de México en España, Madrid (2024).[6]
- La casa que nos inventamos: Contemporary Art From Guadalajara. Oklahoma Contemporary Arts Center, Oklahoma City (2022).[6]
- Testigo del siglo. Exposición colectiva, Museo de Arte de Zapopan, Guadalajara (2014).[6]
- Atopía: Migración, legado y ausencia de lugar. Obras de la colección Thyssen-Bornemisza Art Contemporary, co-curada con Daniela Zyman, Museo de Arte de Zapopan, Guadalajara (2014).[6]
- Camaleón blanco / JMAF. Fritzia Irízar, Museo de Arte de Zapopan, Guadalajara (2015).[6]
- Unfolded. Gonzalo Lebrija, Museo de Arte de Zapopan, Guadalajara (2015).[6]
- El nadador. Fermín Jiménez Landa, Museo de Arte de Zapopan, Guadalajara (2014).[6]
- Mujer con sombrero. Jill Magid, Museo de Arte de Zapopan, Guadalajara (2014).[6]
- Ciclo Estudio abierto (ediciones 1–7), con la participación de artistas como Adrián Guerrero, Florencia Guillén, Carlos Maldonado, Rubén Méndez, Aristeo Mora, Carlos Ranc, Claudia Rodríguez, Alberto López Corcuera, Álvaro Ugarte, Gabriel Rico, Luis Alfonso Villalobos, Claudia Cisneros, Humberto Ramírez, N. Samara Guzmán Fernández, Isa Carrillo y Florencia Guillén.[6]
- José Guadalupe Carrillo. Colectivo A.E.I.O.U., Sala Juárez, Guadalajara (2012).[6]
- Bing Bang y otras historias de la evolución. Exposición colectiva, Centro Cultural Border, Ciudad de México (2010).[6]
- Gustavo Abascal: The Faculties of Sadness. Galería Tal Cual, Ciudad de México (2010).[6]
- Francisco Ugarte. Museo Casa Luis Barragán, Ciudad de México (2010).[6]
- Ciudad. Intervenciones urbanas para la recuperación de espacios públicos. Exposición colectiva, Museo de Arte Raúl Anguiano, Guadalajara (2009).[6]